# Karel van de Woestijne
Carolus Petrus Eduardus Maria "Karel" van de Woestijne (Gant, 10 de març del 1878 – Zwijnaarde, 24 d'agost del 1929) fou un escriptor flamenc, introductor a Flandes del simbolisme, que en la seva obra té un caràcter neoromàntic.
Estudià filologia germànica a la Universitat de Gant, on va venir a contacte amb simbolisme francès. Va viure a Sint-Martens-Latem des de l'abril de 1900 fins al gener 1904, i des d'abril de 1905 fins a novembre de 1906. Allí va escriure Laetemsche brieven over de lente, per al seu amic Adolf Herckenrath (1901). El 1907 va traslladar-se a Brussel·les, i el 1915 va anar a viure a Pamel, on hi va escriure De leemen torens juntament amb Herman Teirlinck.

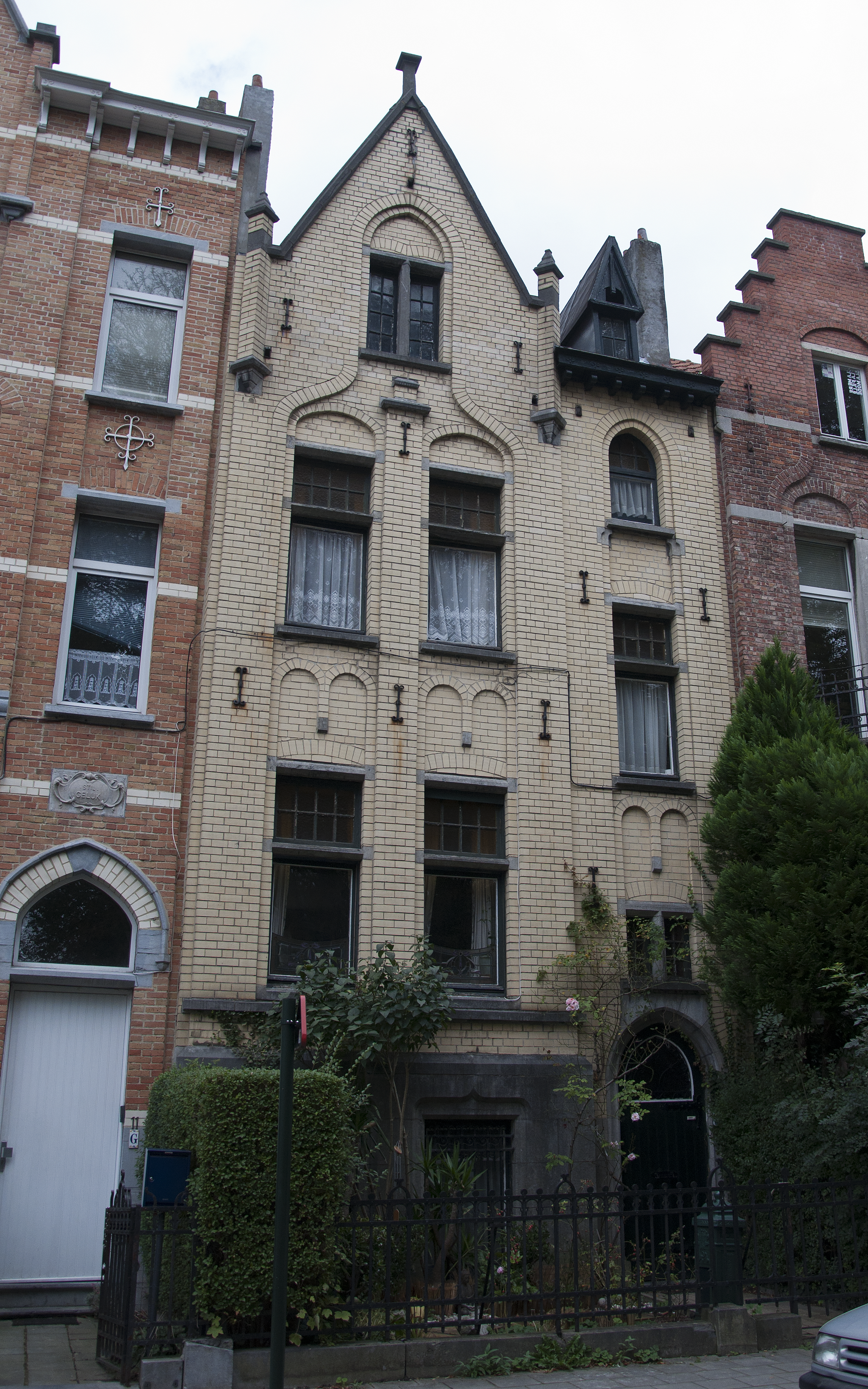
Karel van de Woestijne visqué en aquesta casa a Brussel·les

Des del  1906 fou corresponsal del Nieuwe Rotterdamsche Courant a Brussel·les. Entre 1920 i 1929 va ensenyar història de la literatura holandesa a la Universitat de Gant. Fou editor, successivament, de les revistes il·lustrades Van Nu en Straks (segona sèrie, 1896-1901) i Vlaanderen (1903-1907). De la revista il·lustrada Vlaanderen n'esdevingué secretari del redacció el 1906. El 1910 publicà una versió en prosa de la Ilíada en neerlandès. Des del 1925 fins a la seva mort el 1929, va viure a Zwijnaarde, a prop de Gant. Va ser enterrat en el Cementiri de Campo Santo.

## Obres
- Laethemse brieven over de lente (1901)
- Het Vaderhuis (1903)
- De boomgaard der vogelen en der vruchten (1905)
- Janus met het dubbele voorhoofd (1908)
- De gulden schaduw (1910)
- Afwijkingen (1910)
- Kunst en geest in Vlaanderen (1911)
- Interludiën I (1912)
- Interludiën II (1914)
- Goddelijke verbeeldingen (1918)
- De bestendige aanwezigheid (1918)
- De modderen man (1920)
- Substrata (1924)
- Zon in de rug (1924)
- Beginselen der chemie (1925)
- God aan zee (1926)
- Het menschelijk brood (1923)
- Christophorus (1926)
- Het zatte hart (1926)
- Epibasis (1927-1929)
- De leemen torens (1928)
- De schroeflijn (1928)
- Het bergmeer (1928)
- De nieuwe Esopet (1932)
- Over schrijvers en boeken (1933)
- Proza (omvattend : De boer die sterft, Christophorus, De heilige van het getal) (1933)
- Verzameld werk (1928-1933)
- Een bundeltje lyrische gedichten (1936 en 1950)
- Romeo of De minnaar der liefde (1941)
- Proza (omvattend : De boer die sterft, Goddelijke verbeeldingen I) (1942)
- Nagelaten gedichten (1943)
- Verhalen (1944)
- Verzameld werk (8 delen, 1948-1950)
- Verzamelde gedichten (1953)
- Keur uit het werk van Karel Van de Woestijne (1953)
- Journalistiek. Brieven aan de Nieuwe Rotterdamsche Courant
- Verzamelde gedichten (1978)
- Brieven aan Lode Outrop (1985)